# كأس تونس 2011–12
كأس تونس لكرة القدم 2011-2012 هو الموسم رقم 55 منذ الاستقلال والـ80 منذ إنشائه من كأس تونس لكرة القدم. فاز بهذا الموسم النجم الرياضي الساحلي، وجاء ثانيا النادي الرياضي الصفاقسي.

## المباريات

### دور الـ32
| التاريخ       | فريق 1                   | فريق 2                      | النتيجة 90' | أشواط إضافية | ركلات ترجيح |
| ------------- | ------------------------ | --------------------------- | ----------- | ------------ | ----------- |
| 7 يونيو 2012  | النادي الرياضي الصفاقسي  | الجمعية الرياضية بجربة      | 4 - 3       |              |             |
| 8 يونيو 2012  | الأولمبي الباجي          | النادي الرياضي لحمام الانف  | 1 - 1       | 1 - 1        | 3 - 1       |
| 8 يونيو 2012  | الترجي الرياضي الجرجيسي  | الشبيبة الرياضية القيروانية | 1 - 1       | 2 - 1        |             |
| 9 يونيو 2012  | المستقبل الرياضي بالمرسى | القلعة الرياضية             | 2 - 1       |              |             |
| 9 يونيو 2012  | النجم الرياضي بالمتلوي   | الشبيبة الرياضية بالعمران   | 2 - 1       |              |             |
| 9 يونيو 2012  | النادي الرياضي الهلالي   | النادي الإفريقي             | 1 - 1       | 3 - 1        |             |
| 9 يونيو 2012  | القوافل الرياضية بقفصة   | الأمل الرياضي ببوشمة        | 4 - 0       |              |             |
| 10 يونيو 2012 | الملعب التونسي           | جريدة توزر المستقبل         | 5 - 0       |              |             |
| 10 يونيو 2012 | المستقبل الرياضي بقابس   | الاتحاد الرياضي ببنقردان    | 3 - 2       |              |             |
| 10 يونيو 2012 | النجم الرياضي ببني خلاد  | الاتحاد الرياضي المنستيري   | 0 - 0       | 0 - 0        | 3 - 2       |
| 27 يونيو 2012 | النجم الرياضي الساحلي    | الملعب القابسي إنسحب        | _           | _            | _           |
| 20 يونيو 2013 | النادي الرياضي البنزرتي  | الترجي الرياضي التونسي      | 0 - 3       |              |             |
| 10 يونيو 2012 | النادي الأولمبي للنقل    | قرمبالية الرياضية           | 2 - 1       |              |             |
| 10 يونيو 2012 | النادي الرياضي بنفطة     | النادي الرياضي بقربة        | 0 - 0       | 1 - 1        | 5 - 6       |
| 10 يونيو 2012 | الأهلي الماطري           | المستقبل الرياضي بواد الليل | 1 - 0       |              |             |
| 10 يونيو 2012 | نادي كرة القدم بالحمامات | الأمل الرياضي لحمام سوسة    | 1 - 1       | 1 - 1        | 4 - 5       |

### دور الـ16
| التاريخ       | فريق 1                  | فريق 2                       | النتيجة 90' | أشواط إضافية | ركلات ترجيح |
| ------------- | ----------------------- | ---------------------------- | ----------- | ------------ | ----------- |
| 23 يونيو 2013 | النادي الرياضي بقربة    | النادي الأولمبي للنقل        | 1 - 1       | 1 - 1        | 3 - 1       |
| 23 يونيو 2013 | الأولمبي الباجي         | النجم الرياضي ببني خلاد      | 2 - 2       | 4 - 2        |             |
| 23 يونيو 2013 | الترجي الرياضي الجرجيسي | الأمل الرياضي لحمام سوسة     | 2 - 0       |              |             |
| 23 يونيو 2013 | النجم الرياضي الساحلي   | المستقبل الرياضي بقابس إنسحب | _           | _            | _           |
| لم تلعب       | النجم الرياضي بالمتلوي  | المستقبل الرياضي بالمرسى     | _           | _            | _           |
| 23 يونيو 2013 | الترجي الرياضي التونسي  | الأهلي الماطري               | 2 - 0       |              |             |
| 23 يونيو 2013 | النادي الرياضي الهلالي  | القوافل الرياضية بقفصة       | 2 - 0       |              |             |
| 23 يونيو 2013 | الملعب التونسي          | النادي الرياضي الصفاقسي      | 1 - 2       |              |             |

### الربع النهائي
| التاريخ       | فريق 1                  | فريق 2                  | النتيجة 90' | أشواط إضافية | ركلات ترجيح |
| ------------- | ----------------------- | ----------------------- | ----------- | ------------ | ----------- |
| 26 يونيو 2013 | الترجي الرياضي الجرجيسي | النادي الرياضي الصفاقسي | 0 - 3       |              |             |
| 26 يونيو 2013 | النادي الرياضي بقربة    | النادي الرياضي الهلالي  | 0 - 0       | 0 - 0        | 3 - 4       |
| 26 يونيو 2013 | النجم الرياضي الساحلي   | الأولمبي الباجي         | 2 - 1       |              |             |
| 26 يونيو 2013 | الترجي الرياضي التونسي  | النجم الرياضي بالمتلوي  | 0 - 0       | 0 - 0        | 3 - 1       |

### النصف النهائي
| التاريخ       | فريق 1                  | فريق 2                 | النتيجة 90' | أشواط إضافية | ركلات ترجيح |
| ------------- | ----------------------- | ---------------------- | ----------- | ------------ | ----------- |
| 29 يونيو 2013 | النادي الرياضي الهلالي  | النجم الرياضي الساحلي  | 1 - 1       | 1 - 1        | 9 - 10      |
| 29 يونيو 2013 | النادي الرياضي الصفاقسي | الترجي الرياضي التونسي | 1 - 1       | 1 - 1        | 4 - 3       |

### النهائي
| التاريخ       | فريق 1                | فريق 2                  | النتيجة 90' | أشواط إضافية | ركلات ترجيح |
| ------------- | --------------------- | ----------------------- | ----------- | ------------ | ----------- |
| 11 أغسطس 2013 | النجم الرياضي الساحلي | النادي الرياضي الصفاقسي | 1 - 0       |              |             |